# Fibria
Fibria Celulose est une entreprise brésilienne papetière.

## Histoire
Elle est issue de la fusion de Aracruz et Votorantim Celulose e Papel (VCP).
Fibria prévoit d'accroître fortement ses capacités de production, sous l'effet d'une forte croissance de la demande chinoise. VCP et Aracruz avaient des projets d'expansion, mais ils ont été retardés par la fusion. Cette dernière a été largement causée par l'endettement très important d'Aracruz[Quand ?].
En mars 2018, Fibria et ses actionnaires annoncent sa fusion avec Suzano Papel e Celulose, créant un nouvel ensemble qui devrait le plus grand producteur de papier au monde. Cette décision fait suite à une bataille financière entre Suzano Papel e Celulose, entreprise brésilienne et Paper Excellence, entreprise néerlandaise, pour le contrôle de Fibria.
Le titre est retiré de cotation en bourse NYSE notamment.

## Activité

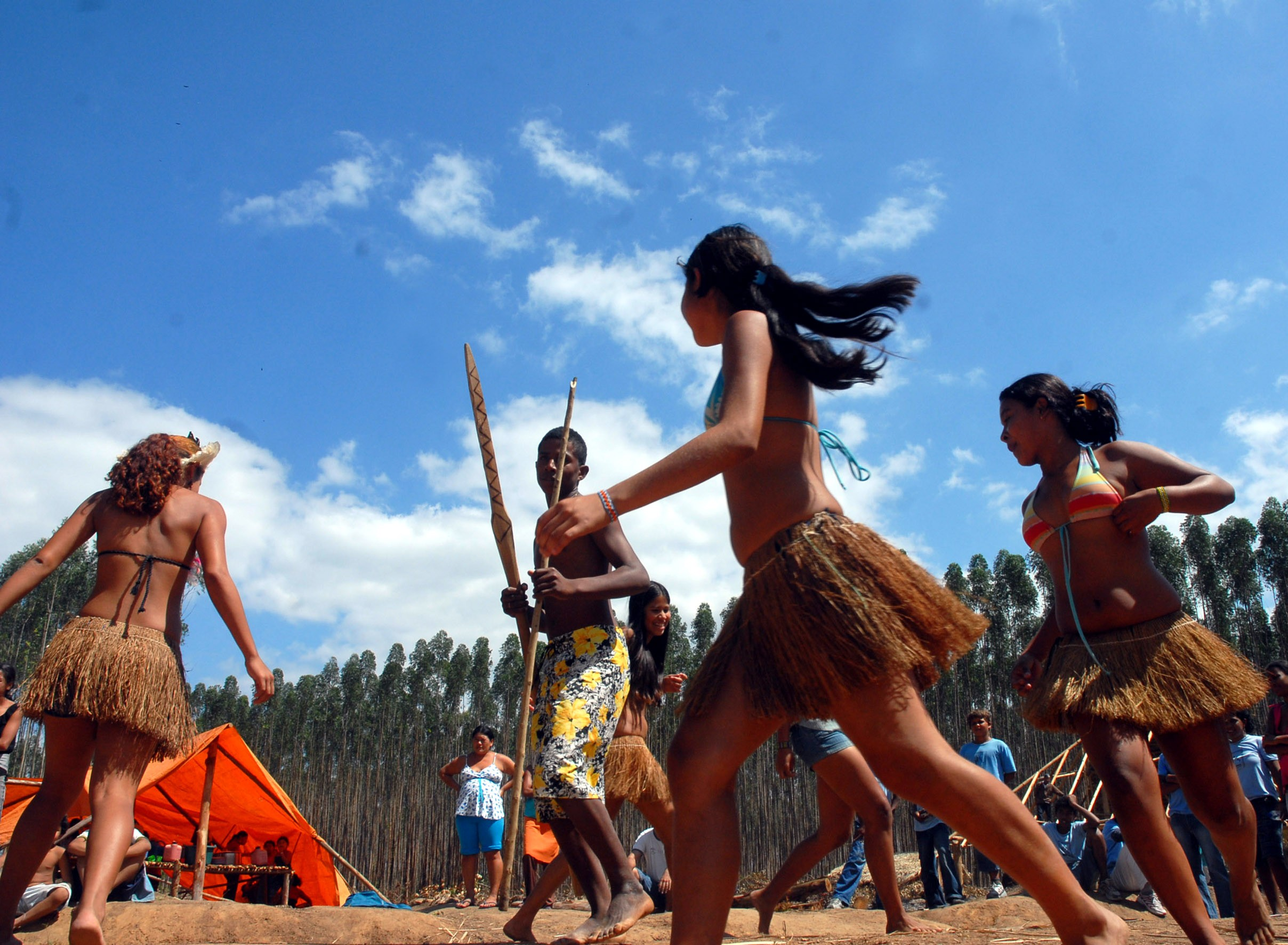
En 2008, de jeunes Indiens Tupiniquim dansent près d'un camp installé pour fêter la délimitation de leurs terres et protester contre l'occupation de leurs terres ancestrales, au milieu d'eucalyptus destinés à produire de la pâte à papier, plantés par Aracruz Celulose dans la région d'Areal (État de Rio de Janeiro, Brésil).

La pâte est produite au Brésil dans des plantations d'eucalyptus. Ses capacités de production sont de l'ordre de six millions de tonnes de pâte par an, avec sept usines dans cinq États brésiliens. La plupart de la production est exportée.
Fibria participe à une coentreprise au Brésil avec Veracel, une société créée avec le finlandais Stora Enso et Conpacel, créée avec Suzano, un de ses principaux concurrents dans la production de pâte marchande au Brésil.